# Albert Herring
Albert Herring, Op. 39 es una ópera cómica de cámara en tres actos con música de Benjamin Britten y libreto en inglés de Eric Crozier, que a su vez estaba basado en un relato corto de Guy de Maupassant, Le rosier de Madame Husson, pero se traspuso enteramente a un ambiente inglés. Esta ópera cómica sucedió a su ópera seria La violación de Lucrecia. 
Albert Herring es una obra musicalmente compleja, en algunos sentidos reminiscencia de las obras de Richard Strauss. El texto en sí es auténticamente divertido, y hay una miríada de citas musicales dentro de la partitura, así como algunas formas complejas dentro, a pesar del tema tan ligero. Como Peter Grimes y otras obras de Britten, esta ópera explora la reacción de la sociedad ante un individuo extraño, aunque, en este caso al menos, es desde una perspectiva generalmente graciosa y alegre. Algunos de los contemporáneos de Britten vieron en el rol titular un autorretrato satírico del compositor.
La ópera se estrenó el 20 de junio de 1947 en Glyndebourne, dirigida por el compositor. Según un escritor, John Christie, al propietario y fundador de Glyndebourne "le desagradó intensamente y se dice que saludó a los miembros de la audiencia del estreno con las palabras: "Esto no es propio de nosotros, sabéis."

## Historia de las representaciones
La ópera se estrenó en Estados Unidos el 8 de agosto de 1949 como parte del Festival de música de Tanglewood y la producción de Glyndebourne de 1985 fue "una de las más exitosas que la ópera había tenido".
En los pasados sesenta años, se ha representado ocasionalmente, por ejemplo en el Teatro Colón de Buenos Aires en 1972, aunque desde 2008 se han dado 55 representaciones o se han planeado por compañías como aquellas de Glyndebourne y la Ópera de Portland en Oregon (temporada de 2008); la Opéra-Comique en París y la Opéra de Normandie en Rouen (2009); y en 2010, en el Landestheater de Linz, la Ópera Nacional de Finlandia en Helsinki y la Ópera de Santa Fe.
Se ha anunciado que la compañía de ópera joven, ambiciosa y premiada, Shadwell Opera, planea representar una producción de la ópera de gira por pueblos ingleses en el verano de 2011. La Moores Opera House de la Universidad de Houston interpretó la obra en enero de 2011 y la Universidad de Tennessee Opera Theatre la representó como parte del Festival Rossini en Knoxville, Tennessee, en abril de 2011.
Como una parte de producciones programadas, el programa de Ópera de la Universidad de California en Santa Cruz, California, tenía prevista la ópera durante el primer fin de semana de junio de 2011, el Conjunto de Ópera de la University de la Columbia Británica tiene previsto representar la ópera a finales de junio de 2011, mientras que la Ópera de la Universidad de Arizona Septentrional representará Albert Herring en el otoño de 2011. La Ópera de Los Ángeles representará la obra en febrero y marzo de 2012. La Ópera de la Universidad de Indiana también representará la ópera a principios del año 2012. La Ópera Victoriana representará la obra en julio de 2011.
Esta ópera se representa poco; en las estadísticas de Operabase aparece la n.º 144 de las óperas representadas en 2005-2010, siendo la 13.ª en el Reino Unido y la séptima de Britten, con 21 representaciones en el período.

## Personajes
| Personaje                               | Tesitura     | Elenco del estreno, 20 de junio de 1947 (Director: Benjamin Britten) |
| --------------------------------------- | ------------ | -------------------------------------------------------------------- |
| Lady Billows, vieja aristócrata         | soprano      | Joan Cross                                                           |
| Florence Pike, su ama de llaves         | contralto    | Gladys Parr                                                          |
| Miss Wordsworth, una maestra de escuela | soprano      | Margaret Ritchie                                                     |
| Mr. Gedge, el vicario                   | barítono     | William Parsons                                                      |
| Mr. Upfold, el alcalde                  | tenor        | Roy Ashton                                                           |
| Superintendente                         | bajo         | Norman Lumsden                                                       |
| Sid, un asistente de carnicero          | barítono     | Frederick Sharp                                                      |
| Albert Herring, un muchacho humilde     | tenor        | Peter Pears                                                          |
| Nancy, joven empleada de la panadería   | mezzosoprano | Nancy Evans                                                          |
| Mrs. Herring, madre de Albert           | mezzosoprano | Betsy de la Porte                                                    |
| Emmie, niña                             | soprano      | Lesley Duff                                                          |
| Cis, niña                               | soprano      | Anne Sharp                                                           |
| Harry, niño                             | treble       | David Spenser                                                        |

## Argumento
Tiempo: abril y mayo de 1900
Lugar: Loxford, una pequeña ciudad comercial ficticia en East Suffolk, Inglaterra

### Acto I
Lady Billows está organizando el festival de mayo anual, y ha reunido a toda la gente importante del lugar para elegir quién será reina de mayo. Florence, su ama de llaves, ha criticado a todas las muchachas nominadas, demostrando que ninguna de ellas es digna de llevar la corona de reina de mayo. El superintendente Budd sugiere que la solución puede estar, este año, en elegir un rey de mayo, en lugar de una reina de mayo; él conoce a un joven que ciertamente es virginal a diferencia de las muchachas: Albert Herring.
En la tienda, el despreocupado Sid se burla de Albert por su timidez. El comité de la fiesta entra con la noticia de que ha sido seleccionado como rey de mayo. La señora Herring está encantada, Albert menos. La madre y el hijo discuten, para burla de los niños del lugar.

### Acto II
El día de la fiesta, Sid y su novia Nancy echan ron en el vaso de limonada de Albert. Albert se bebe la limonada rápidamente, lo que Britten ilustra satíricamente con una cita de Tristán e Isolda.
Esa noche, Albert llegó a casa solo, bastante borracho. En la calle, Sid y Nancy tienen una cita, y los dos hablan de la lástima que les daba Albert. Esta es la gota que colma el vaso para Albert, quien huye en la oscuridad.

### Acto III
A la mañana siguiente, Albert no ha vuelto. Descubren la corona de flores de Albert, aplastada por una carreta. Suponen que ha muerto y empiezan a llorarlo, pero se ven interrumpidos por el regreso sorprendente de Albert. Albert se enfrenta finalmente a su madre, e invita a los niños del lugar a la tienda para probar frutas de regalo.

## Grabaciones
Actualmente, hay cinco grabaciones de Albert Herring, con los siguientes artistas:
- Benjamin Britten, director; Peter Pears*, Joan Cross*, Gladys Parr*, Margaret Ritchie*, Otakar Kraus, Roy Ashton*, Norman Lumsden*, Denis Dowling, Nancy Evans*, Catherine Lawson, Anne Sharp*, Elisabeth Parry, Alan Thompson. *Miembros del elenco original. Grabación en vivo de una representación realizada por el Grupo de Ópera Inglés, en el Teatro Real de Copenhague, el 15 de septiembre de 1949 (Nimbus)
- Benjamin Britten, director; Peter Pears (Albert Herring), Sylvia Fisher (Lady Billows), Johanna Peters (Florence Pike), April Cantelo (Miss Wordsworth), Joseph Ward (Sidd), Sheila Rex, Catherine Wilson, Edgar Evans, Owen Brannigan, Sheila Amit, Anne Pashley, Stephen Terry, John Noble; Orquesta de Cámara Inglesa (Decca / Londres)[17]
- Steuart Bedford, director; Christopher Gillett, Josephine Barstow, Susan Gritton, Felicity Palmer, Della Jones, Stuart Kale, Gerald Finley, Robert Lloyd, Peter Savidge, Ann Taylor; Northern Sinfonía (anteriormente en Collins Classics, hoy en Naxos)
- Richard Hickox, director: James Gilchrist, Pamela Helen Stephen, Roderick Williams, Susan Bullock, Sally Burgess, Alan Opie, Stephen Richardson, Robert Tear, Rebecca Evans, Anne Collins, Yvette Bonner, Rebecca Bottone, Gregory Monk; Sinfonía de la Ciudad de Londres (Chandos)
- David Gilbert, director; Producción del Teatro de Ópera de la Escuela de Música de Manhattan en 1996 con Christopher Pfund, Tara Venditti, Scott Bearden, Scott Altman, Nancy María Balach, Christina Sayers, Jon-Michael Tirado, Kirsten Dickerson, Lynette Binford, James Powell, Samuel Hepler, Barbara Kokolus, Jordan S. Rathus (Vox Classics)

Fuente: Grabaciones de Albert Herring en operadis-opera-discography.org.uk
"Cat:" se refiere al número de catálogo de la compañía de grabación.